# 莱克
莱克（德語：Leck）是德国石勒苏益格－荷尔斯泰因州的一个市镇。总面积29.79平方公里，总人口7647人，其中男性3726人，女性3921人（2011年12月31日），人口密度257人/平方公里。